# 埃尔南多·德·阿拉孔
埃尔南多·德·阿拉孔（西班牙語：Hernando de Alarcón，1500年—1542年），文艺复兴时期欧洲航海家和探险家。
1540年率领西班牙探险队到达加利福尼亚。在加利福尼亚海岸探险之后，他断定加利福尼亚为一个半岛，纠正了以往人们认为其是一个岛屿的错误。

## 扩展阅读
- Hammond, George P. & al., ed. Narratives of the Coronado Expedition, 1540-1542. University of New Mexico Press: Albuquerque, New Mexico. 1940.